# Moderní reklama (kniha)

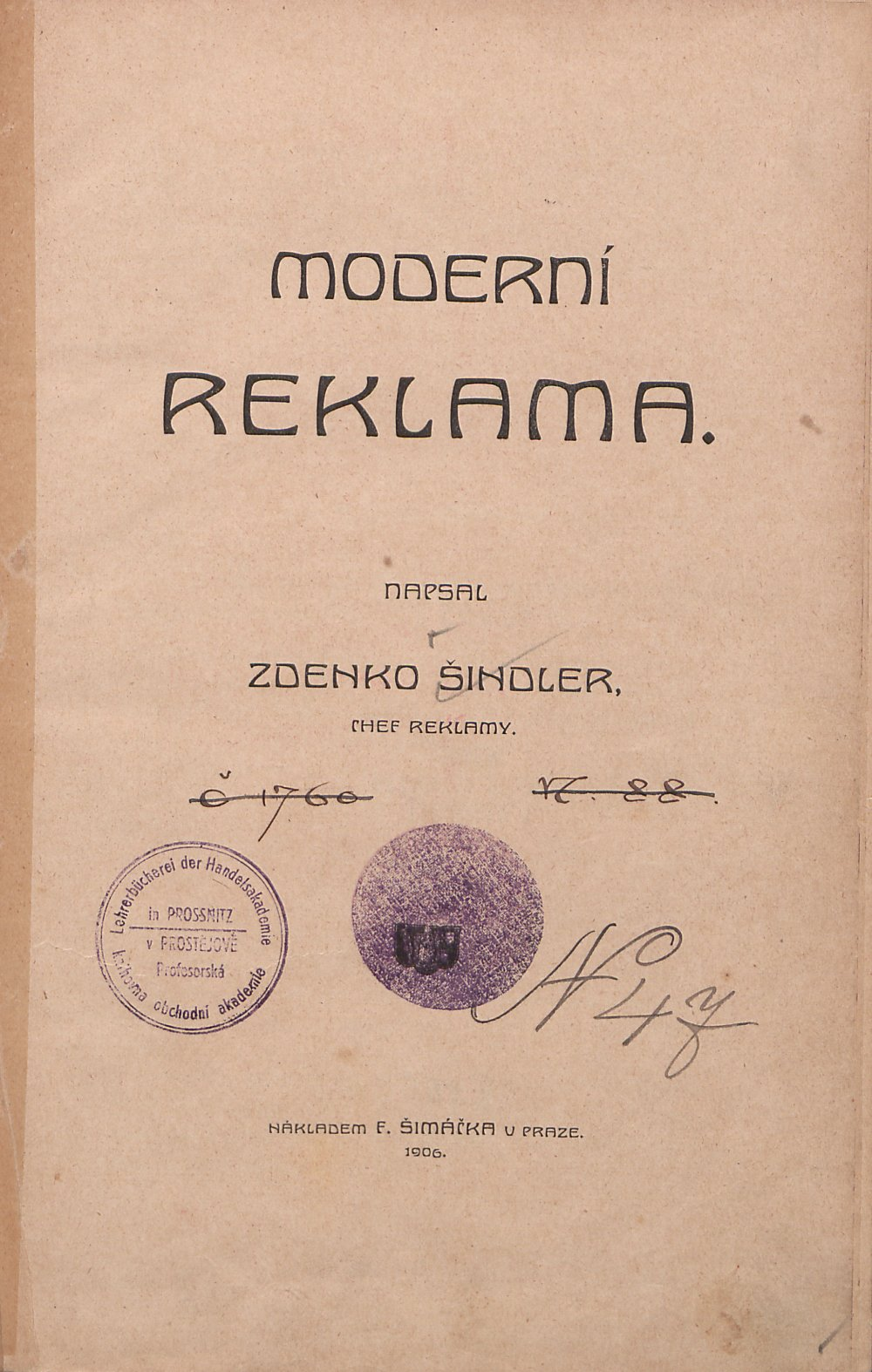
Titulní stránka knihy Moderní reklama

Moderní reklama je kniha z roku 1906 českého spisovatele Zdenka Šindlera, jenž patřil k prvním autorům v českých zemích, kteří se teoreticky věnovali reklamě a marketingu všeobecně.

## Obsah díla

### Dobová reklama
Za první analytické dílo mapující soudobé reklamní trendy, jež bylo vydáno v českém jazyce, je považována Šindlerova práce Moderní reklama. Šindlerova publikace vydaná v roce 1906 ukazovala, že moderní kapitalistický systém potřebuje marketing, že pro fungování tohoto systému je zcela nezbytné vytvářet poptávku. Reklama v Šindlerově době navíc nebyla pouhým manipulačním prostředkem, ale splňovala i jistá estetická měřítka. Takto mohl autor směle psát, že: "Reklama jest uměním. Ale jako každému umění, tak i reklamě nutno a možno se a naučiti."

### Reklama v habsburské monarchii
Habsburská monarchie procházela zvláštně rozpolceným vývojem. Zatímco v politické oblasti se zdálo, že říše je v beznadějné krizi, tak po umělecké i hospodářské stránce mocnářství zaznamenávalo kontinuální vzestup a v některých oblastech bylo dokonce na špici vývoje. Právě tak reklama sehrávala svoji důležitou roli, jak v ekonomickém, tak i uměleckém světě. Šindler se snažil ve svém didaktickém spisku ukázat nejen genezi reklamy v historii, ale soudobý stav v ostatních evropských zemích. Vyhraňoval se proti žehrání na reklamu, jako zlu moderní doby, které zaplevelovalo města a hyzdilo je nevkusem: "…křiklavé papírové cáry znešvařují lahodné perspektivy a průhledy, kterak ani temena útesy panenských velehor nezůstaly ušetřeny dotěrnou reklamou – ale kdož může bojovati proti duchu času?" Šindler, jakožto praktický, obchodně orientovaný člověk, rezolutně odmítal možnost zapovězení reklamy a psal, že: "Reklama byla, jest a bude. Ona jest nejmocnější pákou obchodu, neboť není uměním zboží vyrobiti, ale uměním prodati, doporučiti je. Reklama jest alfou a omegou obchodu. Ona byla pro všechny časy a bude, pokud lidstvo nevyhyne. Reklamu činí obchodník svému zboží, učenec své knize, kněz svému náboženství a mocnář své říši."

### Reklama v obsahovém smyslu
Šindler se nevěnoval reklamě pouze v rovině historické či geografické, ale analyzoval ji i v měřítku obsahovém a způsobech její prezentace. V jeho době byly stále klíčovým komunikačním prostředkem noviny a vůbec tištěné slovo – plakáty, inzeráty apod., ale nevynechává ani první výhonky přicházejícího věku elektrického, když popisuje reklamu "pohyblivou a světelnou“. Hlavním komunikačním prostředkem fin de siècle byly tedy noviny, žurnály, barevné magazíny a další tiskoviny a reklama v nich umístěná měla největší vliv na spotřebitele. Šindler tedy klade čtenáři na srdce, aby v případě podávání inzerátů do novin měl na paměti, že "… prvního inserátu nevšimne si nikdo, ten je ztracen. Rovněž tak druhý a třetí. Čtvrtého inserátu si obecenstvo všimne, ale nečte ho. Pátý čte, při šestém se zlobí, sedmý si pamatuje a při osmém koupí. Ale pak teprv nutno inserovati dále, aby se noví zákazníci přilákali a staří udrželi". Jeho doporučení byly velmi moderními a upozorňovaly na iracionální stránky reklamy a povahy spotřebitele, když nabádal, aby inzerent kladl důraz na emoci "Málo slov a více citu!" a uvědomoval si nutnost zaujmout, šokovat kupujícího, navnadit jej, aby se chytl: "…jako ryba na udici, nevědomky proti své vůli. Vyhoďme vnadidlo v podobě neočekávaného, překvapujícího obratu řečnického a pak dokažme krátkými, jadrnými slovy, že to co inzerujeme, je nutno koupiti".

### Reklama jako umělecký produkt
Šindler též zdůrazňoval stránku grafickou, která v době secese v sobě nesla nejen reklamní, ale i umělecké sdělení. V tomto ohledu sehrávaly hlavní úlohu plakáty. V oblasti reklamních plakátů našli své uplatnění tak význační umělci jakými byli Alfons Mucha, Vojtěch Hynais, Luděk Marold apod. Šindler ale upozorňoval, že reklamní plakáty jsou žánrem, v němž ne každý umělec uspěje: "Vždyť známe malíře, umělce nejzvučnějších jmen, kteří dovedou namalovati krásný obraz, avšak plakáty nesvedou. Buď jest návrh umělecky bezvadný, ale schází mu myšlenka obchodní, nebo naopak. Jen tam, kde se obé v pravé míře snoubí, možno očekávati výsledek." Právě uměleckost reklamy a reklamního plakátu byla pro Šindlera velkou devizou, především v porovnání s americkou realitou. Muchovy plakáty plné "oduševnělých postav“ byly něčím, co by, jak Šindler uváděl, už na otupělé "smysly Yankeeů“ nezabralo.
Počátek 20. století ukazoval, že století páry bude vystřídáno stoletím elektřiny. Pohyblivá a světelná reklama v českých zemích v té době zaostávala, proto jí nebylo v publikaci věnováno příliš prostoru, nicméně Šindler si zřetelně uvědomoval, že nové technologie budou mít na reklamu vliv. 